# Nyctyornis
Nyctyornis és un gènere d'ocells de la família dels meròpids (Meropidae) que habita la zona indomalaia.

## Descripció
Es tracta dels abellerols més grossos de la família.
Són aus acolorides amb cues llargues, bec llargs i ales punxegudes, però menys que altres membres de la família.
No tenen llista ocular.

## Alimentació
Com altres abellerols s'alimenten d'insectes, predominantment abelles i vespes, que atrapen en vol, però cacen sols o en parella i no en grups. S'asseuen immòbils durant llargs períodes abans de perseguir llurs preses.

## Reproducció
Nien en caus excavats a bancs de sorra, sense formar colònies

## Taxonomia
El gènere Nyctyornis va ser descrit pels naturalistes William Jardine i Prideaux John Selby el 1830.
El nom prové del grec antic "nukt" (nocturn) i "ornis" (ocell).
Es tracta d'un gènere basal, germà de la resta de membres de la família.

Segons la Classificació del Congrés Ornitològic Internacional (versió 14.1, 2024) aquest gènere està format per dues espècies:
- Abellerol cara-roig (Nyctyornis amictus).
- Abellerol barbablau (Nyctyornis athertoni).